# South Lansing
South Lansing est une census-designated place du comté de Tompkins, dans l'État de New York, aux États-Unis. En 2020, elle compte une population de 1 078 habitants.